# Bomei, Guangdong
Bomei (kinesiska: 博美) är en köping i sydöstra Kina. Den ligger i Lufeng i staden Shanwei i provinsen Guangdong, omkring 260 kilometer öster om provinshuvudstaden Guangzhou. Antalet invånare är 52 431. Befolkningen består av 25 327 kvinnor och 27 104 män. Barn under 15 år utgör 31 %, vuxna 15-64 år 61 %, och äldre över 65 år 6,0 %.